# Anoplius
Genre
Anoplius est un genre d'insectes hyménoptères de la famille des Pompilidae.

## Liste d'espèces
Selon Catalogue of Life (7 août 2019) :
- Anoplius acapulcoensis (Cameron, 1893)
- Anoplius addendus Cameron, 1905
- Anoplius aedilus Cameron, 1905
- Anoplius aeruginosus (Tournier, 1890)
- Anoplius aethiopicus Arnold, 1937
- Anoplius aethiops (Cresson, 1865)
- Anoplius ahrimaves Turner, 1910
- Anoplius alcataria (Banks)
- Anoplius alecto Arnold, 1959
- Anoplius allorices Banks, 1947
- Anoplius alpinobalticus Wolf, 1965
- Anoplius alticola (Cameron, 1893)
- Anoplius ambatoensis (Cameron, 1903)
- Anoplius amoenulus Turner, 1910
- Anoplius angustus Banks, 1947
- Anoplius apicalis (Haupt, 1938)
- Anoplius araucanus (Herbst, 1928)
- Anoplius ardescens Cameron, 1905
- Anoplius arequipensis (Brèthes, 1924)
- Anoplius argelesia (Banks, 1947)
- Anoplius argenteomaculata (Fox, 1897)
- Anoplius atargates Cameron, 1903
- Anoplius atavus Turner, 1910
- Anoplius atriceps (Smith, 1878)
- Anoplius atrimene (Banks, 1947)
- Anoplius atrox (Dahlbom, 1843)
- Anoplius bakeri Banks, 1934
- Anoplius beatus (Cameron, 1891)
- Anoplius bengtssoni (Regan, 1923)
- Anoplius bermudensis Banks, 1937
- Anoplius bifasciatus Tullgren, 1904
- Anoplius bilunata (Haliday, 1836)
- Anoplius bolivari Banks
- Anoplius boliviana (Banks, 1947)
- Anoplius bolli Banks, 1917
- Anoplius brachycerus Arnold, 1937
- Anoplius californiae Evans, 1948
- Anoplius caloderes (Banks)
- Anoplius canifrons (Smith, 1855)
- Anoplius carolina (Banks, 1921)
- Anoplius caviventris (Aurivillus, 1907)
- Anoplius chiapanus Evans, 1966
- Anoplius chiriqui Evans, 1966
- Anoplius cinctipes (Cresson, 1867)
- Anoplius cleora (Banks, 1917)
- Anoplius clotho (Smith, 1879)
- Anoplius clystera (Banks, 1914)
- Anoplius coerulans Lepeletier, 1845
- Anoplius concinnus (Dahlbom, 1845)
- Anoplius constantinicola Strand
- Anoplius cuautemoc Evans, 1966
- Anoplius cyaneus (Lepeletier, 1845:405)
- Anoplius cylindricus (Cresson, 1867)
- Anoplius cymocles (Banks, 1947)
- Anoplius cynthia (Banks, 1947)
- Anoplius daphnis Haupt, 1962
- Anoplius davisi Banks, 1947
- Anoplius decepta (Fox, 1897)
- Anoplius delphus Cameron, 1905
- Anoplius depressipes Banks, 1919
- Anoplius diffinis Banks, 1947
- Anoplius distinctus Lepeletier, 1845
- Anoplius divisus J. Smith, 1910
- Anoplius doddi Turner, 1910
- Anoplius dolli Banks, 1917
- Anoplius dreisbachi Evans, 1966
- Anoplius dubiosus Haupt, 1930
- Anoplius ecclesiasticus (Dalla Torre, 1897)
- Anoplius echinatus (Fox, 1897)
- Anoplius elongatus Dreisbach, 1950
- Anoplius emortua (Banks, 1947)
- Anoplius eous Yasumatsu, 1936
- Anoplius erythrorus Cameron, 1905
- Anoplius esomeli (Brèthes, 1912)
- Anoplius estellina (Banks, 1914)
- Anoplius euacantha (Banks, 1947)
- Anoplius fallax Lepeletier, 1845
- Anoplius ferrugineus Viereck
- Anoplius fortinatus Cameron, 1905
- Anoplius fratellus (Pérez, 1905)
- Anoplius fraternus (Banks, 1941)
- Anoplius frigidus Sp. Schneider
- Anoplius fulgidus (Cresson, 1865)
- Anoplius fuliginosus Tsuneki
- Anoplius funebranus Cameron, 1905
- Anoplius funereus Lepeletier, 1845
- Anoplius gratiosus Giner, 1944
- Anoplius herbigradus (Bingham, 1897)
- Anoplius hermanni (Holmberg)
- Anoplius hispaniolae Evans, 1966
- Anoplius hispidulus Dreisbach, 1950
- Anoplius holmbergi (Banks, 1947)
- Anoplius hummeli (Haupt, 1934)
- Anoplius icades Cameron, 1903
- Anoplius ignobilis (Saussure, 1838)
- Anoplius illinoensis (Robertson, 1901)
- Anoplius imbellis Banks, 1944
- Anoplius inaurata (Smith, 1879)
- Anoplius inculcatrix (Cameron, 1912)
- Anoplius inermis Haupt, 1929
- Anoplius infuscatus (Vander Linden, 1827)
- Anoplius ingenus Viereck, 1906
- Anoplius ingenuus Smith, 1910
- Anoplius insignis (Cresson, 1867)
- Anoplius insolens (Banks, 1912)
- Anoplius interruptus J. Smith, 1910
- Anoplius iriomotensis Tsuneki, 1990
- Anoplius ishigakianus Tsuneki, 1990
- Anoplius ithaca (Banks, 1912)
- Anoplius ithica Dreisbach, 1950
- Anoplius iwatai Yasumatsu, 1939: 68 n° 1
- Anoplius japonicus Yasumatsu, 1943
- Anoplius kivuensis Haupt, 1950
- Anoplius krombeini Evans, 1950
- Anoplius kruegeri Guiglia, 1941
- Anoplius lanatus Cameron, 1905
- Anoplius lemur (Dalla Torre, 1897)
- Anoplius leona (Cameron, 1893)
- Anoplius lepidus (Say, 1836)
- Anoplius leucophaeus (Smith, 1858)
- Anoplius lictor Cameron, 1905
- Anoplius limbatus (Smith, 1858)
- Anoplius liukiu (Dalla Torre, 1897)
- Anoplius luctuosus Smith, 1910
- Anoplius luegeri (Dalla Torre, 1897)
- Anoplius lynchii Holmberg, 1881
- Anoplius machachiensis (Cameron)
- Anoplius marginalis (Banks, 1910)
- Anoplius marginatus (Say, 1824)
- Anoplius marginicollis (Taschenberg, 1869)
- Anoplius melanarius auct.
- Anoplius militans (Dalla Torre, 1897)
- Anoplius minor Banks, 1947
- Anoplius miscoides Lepeletier, 1845
- Anoplius mocsaryi (Radoszkowski, 1887)
- Anoplius moestus (Banks, 1911)
- Anoplius montanus Haupt, 1950
- Anoplius montivagus Arnold
- Anoplius murinus Haupt, 1962
- Anoplius niger (Haupt, 1938)
- Anoplius nigerrimus (Scopoli, 1763)
- Anoplius nigripes (Haupt, 1950)
- Anoplius nigritus (Dahlbom, 1843)
- Anoplius nobilis Perez, 1845
- Anoplius notatus Lepeletier, 1845
- Anoplius nudipes Haupt, 1962
- Anoplius oblitus Lepeletier, 1845
- Anoplius obscuratus (Haupt, 1938)
- Anoplius occidentalis (Dreisbach, 1954)
- Anoplius occultans Haupt, 1930
- Anoplius octomaculatus Arnold, 1951
- Anoplius ocultans Haupt, 1930
- Anoplius omaerus Cameron, 1903
- Anoplius omoerus Cameron, 1903
- Anoplius opulentus (Smith, 1861)
- Anoplius orientalis (Cameron, 1891)
- Anoplius ornamenta (Fox, 1897)
- Anoplius orodes Cameron, 1905
- Anoplius pacificus Yasumatsu, 1943
- Anoplius palades Cameron, 1905
- Anoplius panmelas (Saussure, 1891)
- Anoplius papago Banks, 1941
- Anoplius parsonsi (Banks, 1944)
- Anoplius partita (Fox, 1897)
- Anoplius percitus Evans, 1950
- Anoplius perpilosus Banks, 1947
- Anoplius personata (Fox, 1897)
- Anoplius peruviana (Banks, 1947)
- Anoplius petiolaris Gussakovskij, 1932
- Anoplius petiolatus Lepeletier, 1845
- Anoplius philadelphicus J. Smith, 1910
- Anoplius piliventris (Morawitz, 1889)
- Anoplius platensis (Brèthes)
- Anoplius pompiliformis (Dalla Torre, 1897)
- Anoplius posterus J. Smith, 1910
- Anoplius prophanorum Gussakowskij, 1952
- Anoplius pruinosus Haupt, 1962
- Anoplius pseudinfuscatus Wolf, 1998
- Anoplius pulchrisoma (Banks, 1947)
- Anoplius pulvinatus Giner, 1944
- Anoplius rabidus Lepeletier, 1845
- Anoplius reconditus Cameron, 1905
- Anoplius reflexus (Smith, 1873)
- Anoplius relativus (Fox, 1893)
- Anoplius richardi Lepeletier, 1845
- Anoplius rothi Wolf, 1961
- Anoplius ruandensis Haupt, 1950
- Anoplius rufifrons Smith
- Anoplius ryukyuensis Tsuneki, 1990
- Anoplius sachalinensis Lelej, 1994
- Anoplius saegeri Arnold, 1937
- Anoplius sakishimanus Tsuneki, 1990
- Anoplius santo Wahis & Durand, 2009
- Anoplius scalaris (Taschenberg, 1869)
- Anoplius schlettereri (Radoszkowski, 1888)
- Anoplius semicinctus (Dahlbom, 1843)
- Anoplius semirufus (Cresson, 1867)
- Anoplius senator Haupt, 1929
- Anoplius senex Turner, 1910
- Anoplius separata (Taschenberg, 1869)
- Anoplius separatus (Haupt, 1929)
- Anoplius sericops Turner, 1910
- Anoplius signatipennis Tournier
- Anoplius simplex Haupt, 1930
- Anoplius simulans (Cresson, 1869)
- Anoplius sinaiticus Priesner, 1955
- Anoplius sobrinus (Spinola, 1851)
- Anoplius soleanus Cameron, 1905
- Anoplius spilonotus Cameron, 1904
- Anoplius spinimanus (Eschscholz, 1823)
- Anoplius spinolae (Kohl, 1905)
- Anoplius splendens (Dreisbach, 1949)
- Anoplius spriohirtus Oerk, 1928
- Anoplius stimulatus Cameron, 1905
- Anoplius styrus Cameron, 1903
- Anoplius subcylindricus (Banks, 1917)
- Anoplius subfasciatus Arnold, 1937
- Anoplius subsericeus (Saussure, 1868)
- Anoplius subviolaceus Viereck, 1906
- Anoplius successor Cameron, 1910
- Anoplius sugillatus (Klug, 1834)
- Anoplius sundukovi Loktionov & Lelej, 2014
- Anoplius suspectus (Saussure, 1904)
- Anoplius tagala Banks, 1934
- Anoplius tanoi Tsuneki, 1990
- Anoplius taschenbergi (Brèthes)
- Anoplius tenebrosus (Cresson, 1865)
- Anoplius tenuicornis (Tournier, 1889)
- Anoplius texanus (Dreisbach, 1949)
- Anoplius toluca (Cameron, 1893)
- Anoplius townesi Evans, 1950
- Anoplius toyohei Loktionov & Lelej, 2014
- Anoplius triqueta (Fox, 1897)
- Anoplius tropicus J. Smith, 1910
- Anoplius tsukengensis Tsuneki
- Anoplius turcica (Fabricius, 1775)
- Anoplius tyres Cameron, 1905
- Anoplius unicolor (Radoszkowski, 1887)
- Anoplius uniocellatus Dufour, 1833
- Anoplius varius (Fabricius, 1804)
- Anoplius ventralis (Banks, 1910)
- Anoplius veranes (Banks, 1947)
- Anoplius vespuccii (Dalla Torre, 1897)
- Anoplius vestoris Banks, 1947
- Anoplius viaticus (Linnaeus, 1758)
- Anoplius virescens Lepeletier, 1845
- Anoplius virginiensis (Cresson, 1867)
- Anoplius viridicatus (Smith, 1879)
- Anoplius virilis (Banks, 1947)
- Anoplius xerophilus Evans, 1947
- Anoplius yonagunianus Tsuneki, 1990
- Anoplius zimini Gussakowskij, 1935